# David Guetta
David Guetta (izgovor: [daˌviːd gɛˈta]; Pariz, 7. studenog 1967.) francuski je house producent i DJ.

## Karijera
U početku karijere, radeći kao DJ u noćnim klubovima tijekom '80-ih i '90-ih godina, osnovao je producentsku kuću Gum Productions i objavio svoj debitantski album Just a Little More Love 2001. godine. Kasnije izdaje albume Guetta Blaster (2004.) i Pop Life (2007.). Njegov album One Love iz 2009. godine uključuje singl "Sexy Bitch", duet s Akonom, koji je postao hit dospjevši na top 10 ljestvica u SAD-u. Guetta je radio s mnoštvom pop izvođača uključujući sastav Black Eyed Peas, Britney Spears, Chrisa Willisa, Kelly Rowland, will.i.am-a, Lil Waynea, Kelis, Madonnu, Kida Cudija, Flo Ridu, Shakiru, te mnoge druge. U 2010. godini nominiran je za pet Grammy nagrada od kojih je osvojio jednu.
David Guetta održao je koncert pod nazivom One Love 22. svibnja 2010. godine u Areni Zagreb pred 15.000 posjetitelja.

## Privatni život
David Guetta je rođen i odrastao u Parizu. Oženjen je s Cathy Guettom te imaju dvoje djece, Tima Elvisa (rođen 2004.) i Angie (rođena 2007.). Ujedno je i brat talijanske glumice Natalie Guette i polubrat Bernarda Guette.

## Diskografija

### Albumi
- 2002.: Just a Little More Love
- 2004.: Guetta Blaster
- 2007.: Pop Life
- 2009.: One Love
- 2011.: Nothing but the Beat
- 2014.: Listen

### Kompilacije
- 2003.: Fuck Me I'm Famous
- 2005.: Fuck Me I'm Famous Vol. 2
- 2006.: Fuck Me I'm Famous - Ibiza Mix 06
- 2008.: Fuck Me I'm Famous - Ibiza Mix 08
- 2009.: Fuck Me I'm Famous - Ibiza Mix 2009

## Nagrade
| Godina | Nagrada                 | Kategorija                       | Nominirano djelo                             | Rezultat   |
| ------ | ----------------------- | -------------------------------- | -------------------------------------------- | ---------- |
| 2006.  | DJ Awards               | Najbolji house DJ                |                                              | Nominacija |
| 2007.  | DJ Awards               | Najbolji internacionalni DJ      |                                              | Dobitnik   |
| 2007.  | DJ Awards               | Best Ibiza Night                 | Fuck Me I'm Famous                           | Dobitnik   |
| 2007.  | World Music Awards      | Najprodavaniji svjetski DJ       |                                              | Dobitnik   |
| 2007.  | TMF Awards              | Najbolja dance izvedba           |                                              | Nominacija |
| 2008.  | DJ Awards               | Najbolji house DJ                |                                              | Dobitnik   |
| 2008.  | MTV Europe Music Awards | Najbolji francuski izvođač       |                                              | Nominacija |
| 2009.  | DJ Awards               | Najbolji house DJ                |                                              | Nominacija |
| 2009.  | DJ Magazine             | Top 100 DJ-a                     |                                              | #3         |
| 2010.  | Grammy Awards           | Pjesma godine                    | "I Gotta Feeling" (Black Eyed Peas)          | Nominacija |
| 2010.  | Grammy Awards           | Album godine                     | The E.N.D. (Black Eyed Peas)                 | Nominacija |
| 2010.  | Grammy Awards           | Najbolja dance pjesma            | "When Love Takes Over" (feat. Kelly Rowland) | Nominacija |
| 2010.  | Grammy Awards           | Najbolji remix pjesme            | "When Love Takes Over" (feat. Kelly Rowland) | Dobitnik   |
| 2010.  | Grammy Awards           | Najbolji electronic/dance album  | One Love                                     | Nominacija |
| 2010.  | World Music Awards      | Najbolji DJ                      |                                              | Dobitnik   |
| 2010.  | World Music Awards      | Najbolji producent               |                                              | Dobitnik   |
| 2010.  | World Music Awards      | Najprodavaniji francuski izvođač |                                              | Dobitnik   |
| 2010.  | NRJ Music Awards        | Internacionalni album godine     | One Love                                     | Dobitnik   |
| 2010.  | DJ Magazine             | Top 100 DJ-a                     |                                              | #2         |
| 2011.  | Grammy Awards           | Najbolji remix pjesme            | "Revolver" (Madonna)                         | Dobitnik   |
| 2012.  | Grammy Awards           | Najbolja dance pjesma            | "Sunshine" (feat. Avicii)                    | Nominacija |
| 2012.  | Grammy Awards           | Najbolji electronic/dance album  | Nothing but the Beat                         | Nominacija |

## Vanjske poveznice
- (engl.) Službena stranica
- (engl.) David Guetta na YouTube-u
- (engl.) David Guetta na Ultra Records-u
- (engl.) David Guetta na Internet Movie Database-u
- (engl.) Službeni widget  Arhivirana inačica izvorne stranice od 27. travnja 2010. (Wayback Machine)